# Tunagårds station
Tunagård är en station (i järnvägsteknisk mening en hållplats) på Roslagsbanan, belägen i Österskär, Österåkers kommun, namngiven efter Tuna gård.
Stationen inrättades år 1919 för att betjäna framväxande villabebyggelse mellan centrala Åkersberga och slutstationen Österskär. Den består av en plattform vid ett enkelspår.
Tunagård ligger 28,6 km från Stockholms östra och 900 m från stationen Österskär.

## Galleri

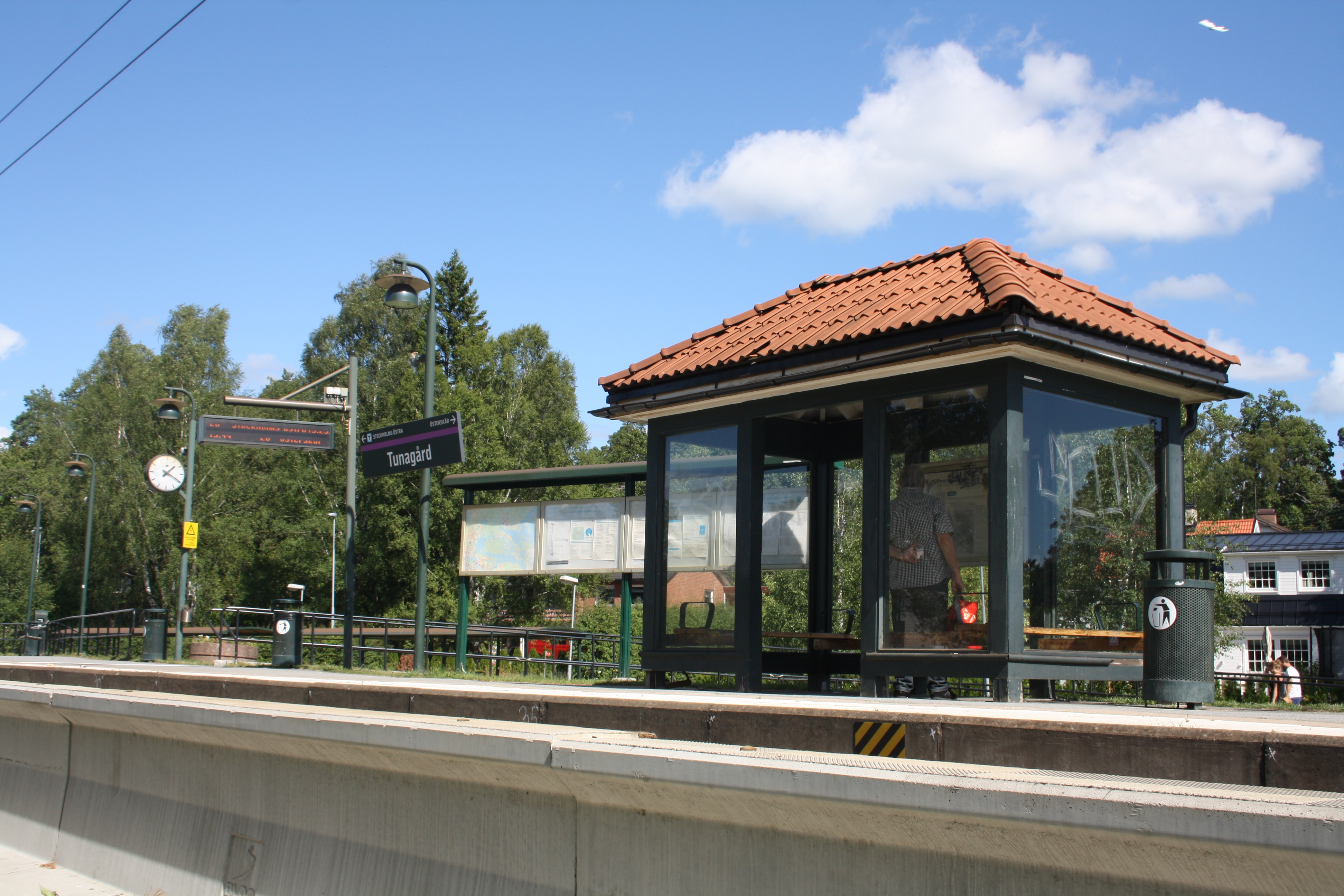
Stationen
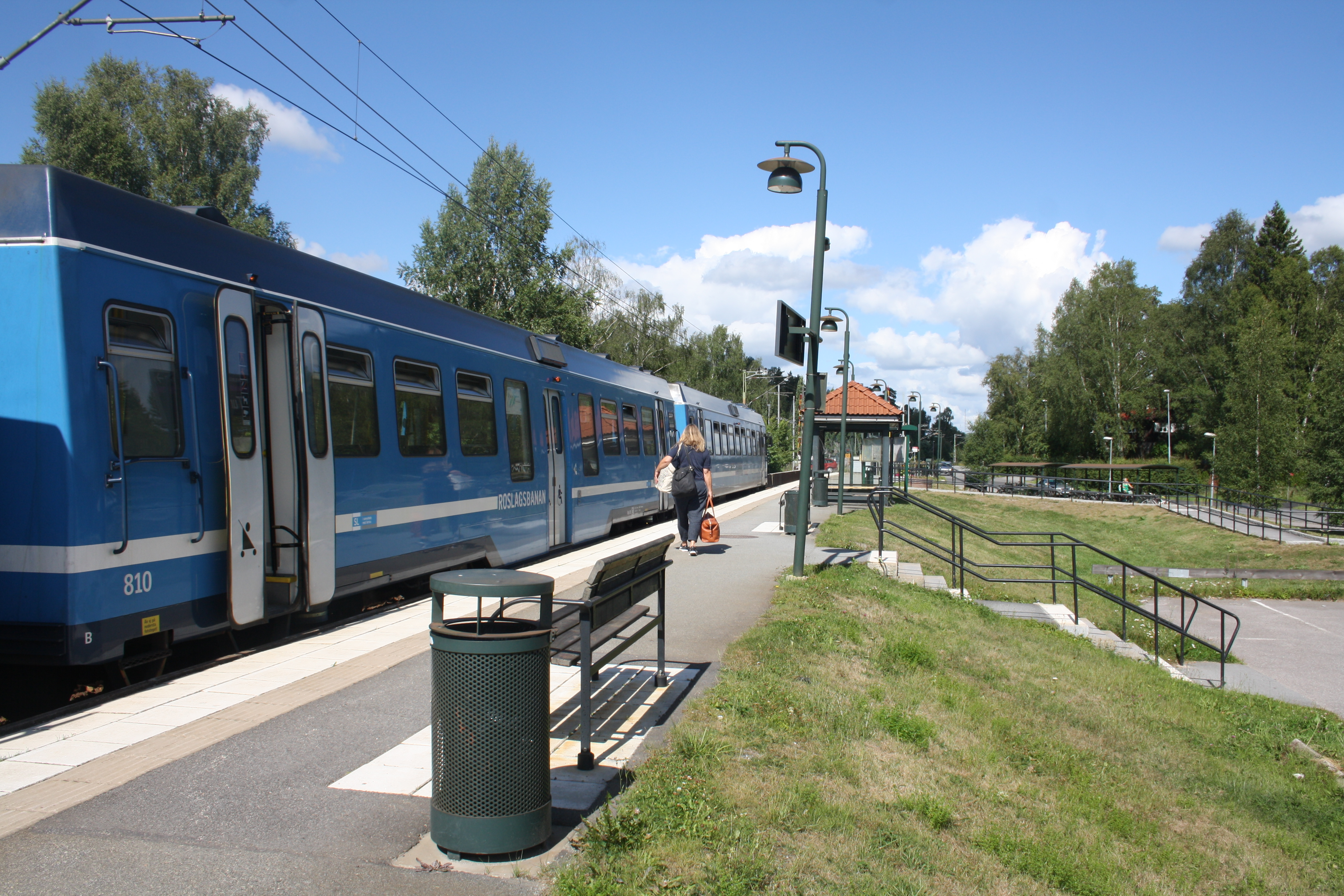
Perrongen